# Chmielowka (rejon ponazyriewski)
Chmielowka (ros. Хмелёвка) – wieś (sieło) w Rosji, w obwodzie kostromskim, w rejonie ponazyriewskim. W 2010 liczyła 185 mieszkańców.